# Bianca Meyerink
Bianca Meyerink est une ancienne joueuse allemande de volley-ball née le 18 septembre 1992 à Nordhorn. Elle mesure 1,86 m et jouait au poste de centrale. 

## Clubs
| Club                | De        | À         |
| ------------------- | --------- | --------- |
| SCU Emlichheim      | 2008-2009 | 2009-2010 |
| VC Olympia Berlin   | 2010-2011 | 2010-2011 |
| Köpenicker SC       | 2011-2012 | 2011-2012 |
| SCU Emlichheim      | 2012-2013 | 2013-2014 |
| VV Tornado          | 2011-2012 | 2011-2012 |
| Turnverein Nordhorn | 2017-2017 | 2017-2017 |
| SCU Emlichheim      | 2017-2018 | 2017-2018 |